# 诺曼底号
諾曼第號（英語：SS Normandie）是一艘法國建造的遠洋班輪，与英國皇家郵政公司之間無商業合作關係，無“皇家郵政船（Royal Mail Ship）”首碼。
该船由法國大西洋海運公司擁有，於圣纳泽尔建造。該船於1935年投入服務，當時為世界上最大且最快的客輪，其橫渡大西洋的航行時間為4.14天，創下紀錄。諾曼第號亦是史上動力最強大的蒸汽渦輪電力傳動客船之一。
憑藉創新的設計與極致奢華的裝潢，諾曼第號常被譽為史上最偉大的遠洋班輪之一。作為公司旗艦，她以勒阿弗爾為母港，往返紐約市之間，完成共139次橫渡大西洋的西行航程。服役期間，她多次奪得象徵大西洋最快航速榮譽的藍絲帶獎，其主要競爭對手為英國的瑪麗皇后號。
第二次世界大戰爆發後，諾曼第號停泊於紐約，隨後被美國海軍徵用，並更名為拉斐特號（USS Lafayette），預計改裝為航空母艦或部隊運輸艦。1942年改裝期間，船隻發生火災並向左傾翻覆，沉於哈德遜河畔第88號碼頭（今曼哈頓客运碼頭）下方。雖然後續展開打撈與初步修復工程，但最終因重建代價過高，於1946年10月拆解報廢。

## 船型定義
英語中本無使用mail ship形容鐵達尼號等同類客船的用法，「郵輪」這一稱呼源自對首碼Royal Mail Ship皇家郵政船的誤譯。首碼是標識船隻運營資質或動力類型的一類字母縮寫，在軍艦和客船方面均被廣泛使用，例如胡德號戰列廵洋艦（HMS Hood），首碼HMS即英國皇家海軍縮寫不直接決定這艘船是否為戰列艦巡洋艦，和船型是兩個不同概念。
| 名稱中文 | 胡德號                 | 鐵達尼號        | 諾曼第號     |
| -------- | ---------------------- | --------------- | ------------ |
| 名稱英文 | HMS Hood               | RMS Titanic     | SS normandie |
| 首碼字母 | HMS                    | RMS             | SS           |
| 首碼全称 | Her/His Majesty's Ship | Royal Mail Ship | Steamship    |
| 首碼中文 | 陛下之艦/皇家海軍      | 皇家郵政船      | 蒸汽機船     |
| 相互關係 | 軍事隸屬               | 商業合作        | 表明動力     |
| 船型英文 | Battlecruiser          | Ocean Liner     | Ocean Liner  |
| 船型中文 | 戰列廵洋艦             | 遠洋班輪        | 遠洋班輪     |

## 設計與建造

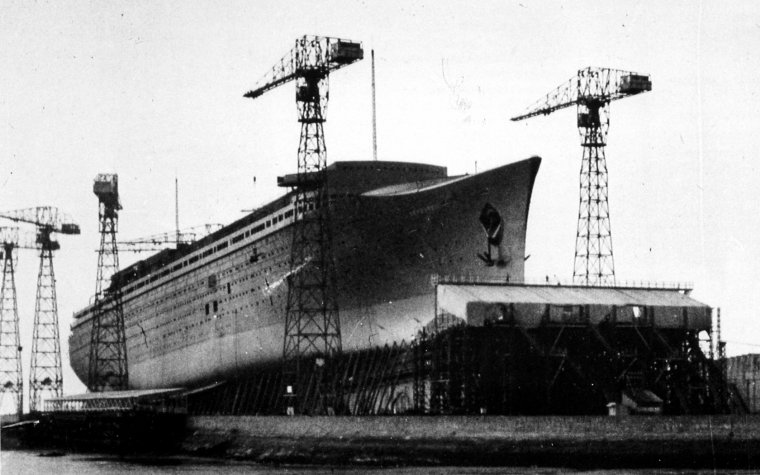
建造中的诺曼底

雖然不如競爭對手强大，但諾曼第號速度驚人，在其處女航中便奪得了藍絲帶獎。整個1930年代，這艘船以法式優雅、設計與風格成為海上的典範。其外觀採用了創新的流線型裝載設備，在航行時能够巧妙隱藏，不僅提升了空氣動力性能，還賦予了船體未來主義美感。此外，諾曼第號的通風井也經過精心設計，與大多數船隻在煙囪底部設定可見進氣口不同，它將通風系統巧妙隱藏，使船體外觀更加簡潔流暢。這些設計巧思造就了一艘線條優雅、風格獨特的海洋奇迹。
諾曼第號是一艘象徵1920年代進步、創新與繁榮的超級班輪，其設計靈感正是源自這一時代的變革。不同於以往的遠洋客輪，它採用了球形船頭和水力電力推進等先進科技，融合了法國的精緻設計與俄羅斯的獨創性。該船由著名海軍建築師弗拉基米爾·尤爾克維奇（Vladimir Yourkevitch）操刀，以非傳統的船舶設計結合華麗的法國裝飾藝術，展現出獨特的美學風格。儘管諾曼第號在速度和優雅方面可與競爭對手媲美，但其設計過於側重頭等艙住宿。 奢華的內飾使其更像是一艘專為富人和權貴打造的海上宮殿。

## 內部裝潢

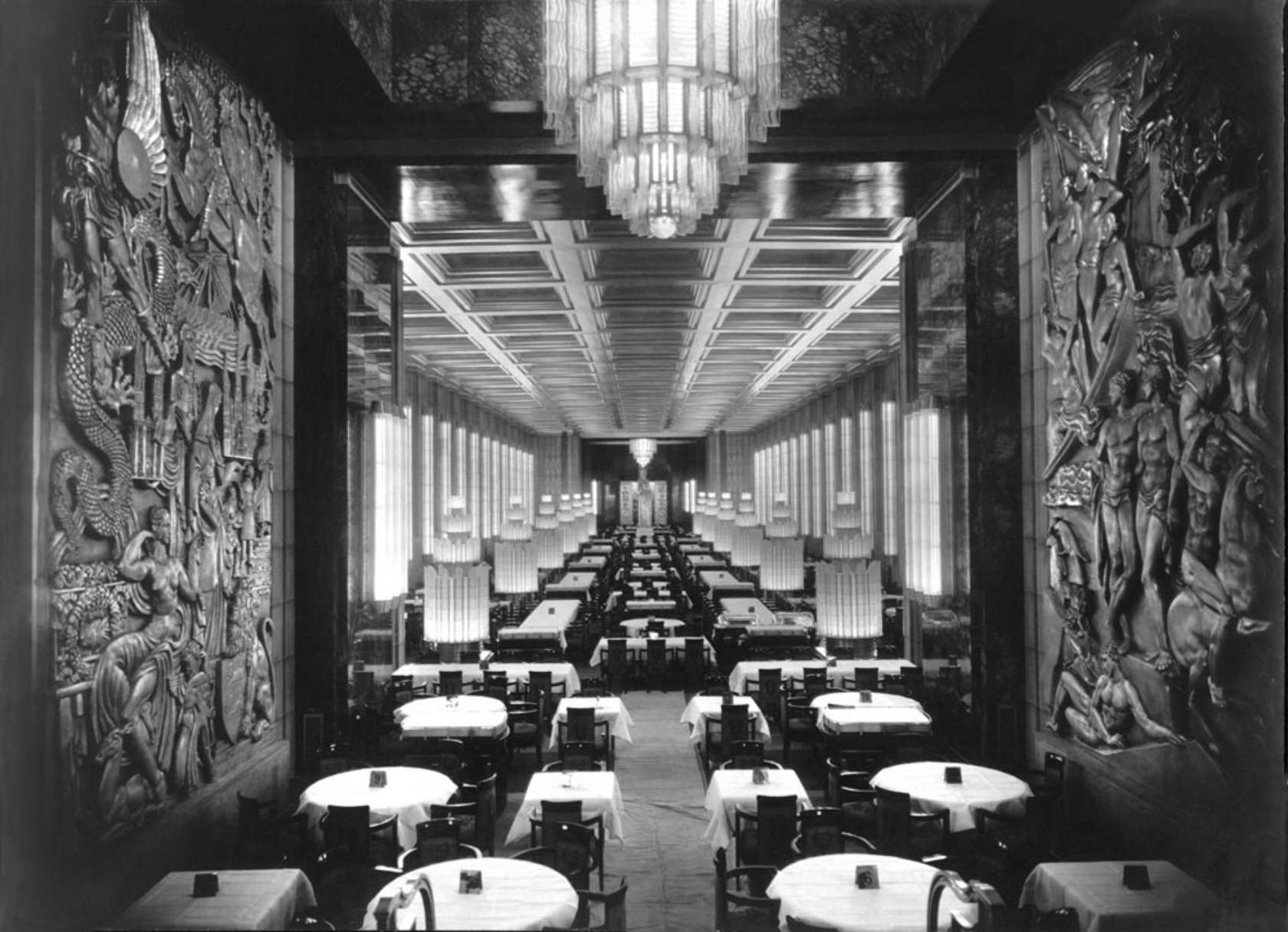
诺曼底号的主餐厅，与凡尔赛宫的镜厅相媲美

諾曼第號採用多種創新設計，使其佈局獨樹一幟。 船內空間規模宏偉，其中最具代表性的便是主餐廳——當時海上最長的房間。其獨特的機械系統佈局，採用分隔式排氣管並錯落佈置於外舷，從而在中央形成寬敞的開放空間，進一步彰顯了其非凡的規模。整艘船以裝飾藝術風格設計，展現出前所未有的奢華。
諾曼第號的設施幾乎完全圍繞頭等艙展開，包括游泳池、冬季花園、餐廳和劇院，盡顯尊貴享受。船上隨處可見精美的藝術裝潢，牆壁上佈滿華麗的壁畫，而錯綜複雜的燈飾更是點綴其間，尤以主餐廳內兩盞璀璨奪目的吊燈最為矚目。正因如此，諾曼第號也被譽為“光之船”。
诺曼底的豪华内饰由装饰艺术风格的创始人之一建筑师皮埃尔·帕特（Pierre Patout） 以装饰艺术风格和流线型现代风格设计。许多雕塑和壁画都暗示了诺曼底，诺曼底是法国的一个省，这艘船就是以诺曼底命名的。图画和照片展示了一系列非常优雅的巨大公共房间。她宽敞的内部空间是通过将烟囱上升部分分开以沿着船的侧面通过，而不是笔直向上通过而实现的。法国建筑师 Roger-Henri Expert 负责整体装饰方案。

## 航速记录

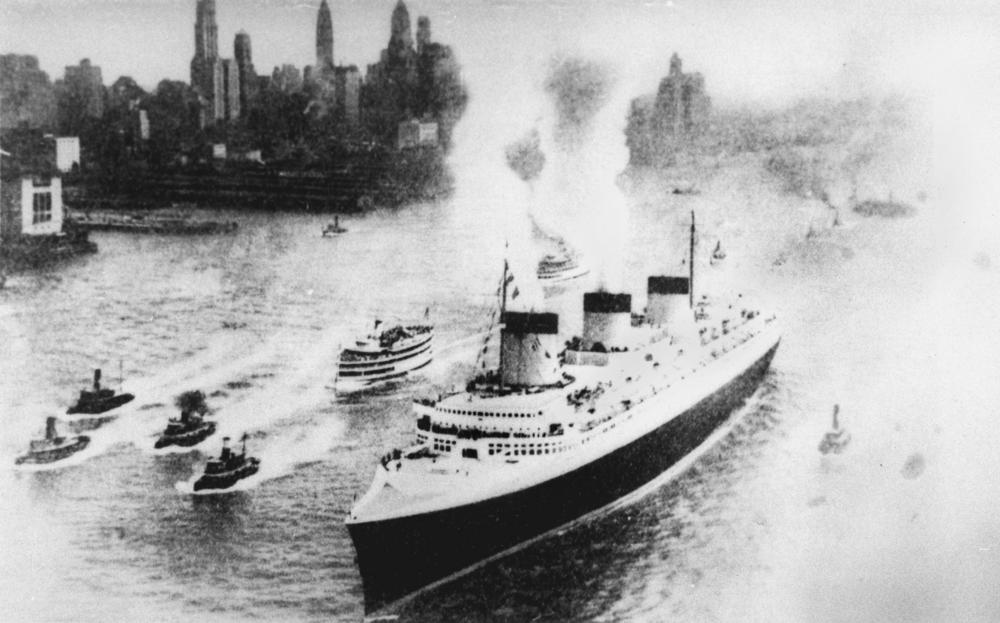
诺曼底号的处女航

诺曼底号远洋班轮的处女航是在 1935 年 5 月 29 日。在勒阿弗尔，她搭载了 812 名乘客：467 名头等舱乘客、244 名旅游舱乘客和 101 名三等舱乘客。50,000 人在勒阿弗尔为她送行，希望这将是一次破纪录的穿越。在南安普敦，她又搭载了 195 名乘客：122 名头等舱乘客、53 名旅游舱乘客和 20 名三等舱乘客。她的乘客总数为 1,007 名乘客。头等舱的载客量为三分之二，为 589 人，旅游舱的预订量为一半，为 293 人，而三等舱的载客量不到四分之一，只有 121 人。
她在 4 天 3 小时 2 分钟后到达纽约市，从意大利班轮 Rex 上带走了 Blue Riband。这让法国人感到非常自豪，他们以前从未获得过这一殊荣。在勒内·帕格内特船长的指挥下，诺曼底 ' 号的处女航平均速度为 29.98 节（55.52 公里/小时;34.50 英里/小时），在向东前往法国的航线上，她的平均速度超过 30 节（56 公里/小时;35 英里/小时），打破了双向记录。
在诺曼底号投入使用一年后，白星航运公司的超级客轮玛丽皇后号于 1936 年 5 月投入使用。她的注册总吨位为 80,774 吨，比诺曼底号的 79,280 吨总注册吨位还要大，并获得了世界最大客轮的称号。作为回应，CGT 增加了诺曼底的规模，主要是通过在船尾甲板上增加一个封闭的旅游休息室。经过这些和其他改变后，她的 GRT 为 83,423。当诺曼底号重新投入使用时，她的重量超过了玛丽皇后号2000吨，重新夺回了世界最大船只的称号。直到 1946 年冠达白星航运公司 （Cunard White Star Line） 的 RMS 伊丽莎白女王号（83,673 总注册吨位）的投入使用才打破这一记录

## 二战期间

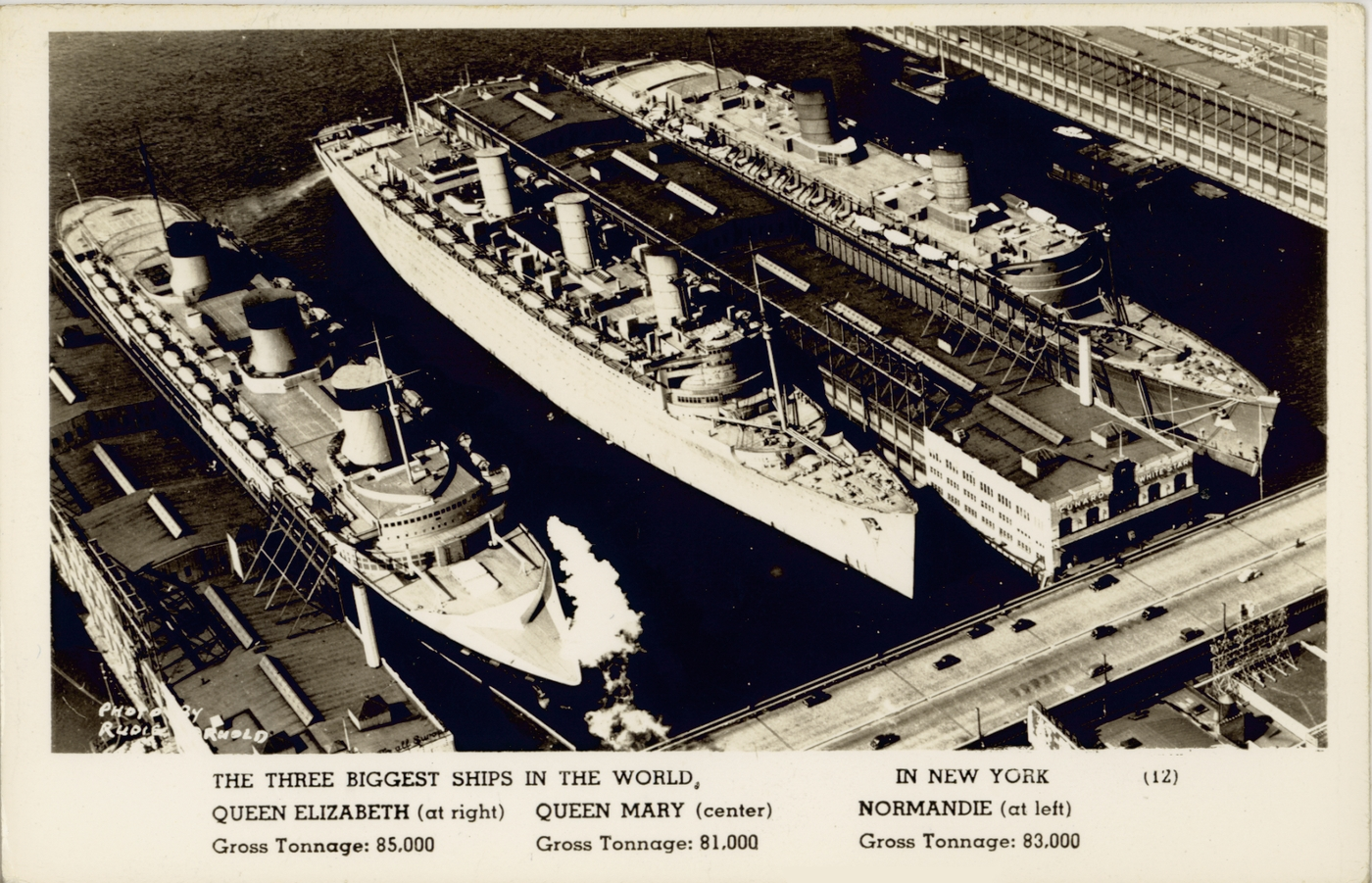
诺曼底 玛丽皇后 伊丽莎白皇后在纽约港同框

战争爆发后，诺曼底号滞留在纽约港。随着欧洲战事一触即发，这艘豪华班轮被迫在美国寻求避难。1939年9月3日，正值法国对德国宣战之日，美国联邦政府对诺曼底号实施扣押。不久之后，玛丽皇后号抵达并停泊在附近，随后两周，伊丽莎白女王号也加入其中。在接下来的五个月里，这三艘当时世界上最大的远洋班轮并排停靠，成为纽约港一道独特的景象。在此期间诺曼底号一直掌握在法国人手中，船上有法国船员，由埃尔韦·勒胡埃德船长领导，直到 1940 年春天。
1940年5月15日，正值法国战役期间，美国财政部派遣约150名海岸警卫队（USCG）特工登上诺曼底号，并在曼哈顿88号码头部署警力，以防止可能的破坏行动。（当时，美国法律规定海岸警卫队在和平时期隶属于财政部。）1941年11月1日，美国海岸警卫队正式并入海军，但仍继续驻守诺曼底号，主要负责监督法国船员维护船上的锅炉、机械及火警系统等设备。
1941年12月12日，珍珠港事件发生五天后，美国海岸警卫队撤离了诺曼底号上的法国船长勒赫埃德（Lehuédé）及其船员，并依据《安格里法案》正式接管该船，维持锅炉蒸汽供应及其他基本运作。然而，原本设计精良的火警系统被废弃，使船只在停泊期间失去了关键的防火保障。

## 并入海军
1941年12月20日，辅助船只委员会正式记录了富兰克林·罗斯福总统批准将诺曼底号移交给美国海军，计划将其改装为一艘运兵船（“护航单位装载运输”）。海军决定将其更名为“拉斐特号”，以纪念在美国独立战争中为殖民地作战的法国将军德拉法耶特侯爵，以及美法联盟对美国独立的关键作用。该名称由信息协调员威廉·J·多诺万上校的顾问助理J.P.“吉姆”沃伯格（Jim Warburg）提出，并经由海军部长弗兰克·诺克斯、海军作战部长哈罗德·R·斯塔克海军上将，以及航海局局长兰德尔·雅各布斯少将等多个渠道批准。1941年12月31日，海军部长正式确认该舰名（后被非正式简称为“拉斐特”），并将其归类为运输船AP-53。此前曾有提议将其改装为航空母舰，但最终被放弃，优先进行运兵船改造。
拉斐特号仍停泊在曼哈顿88号码头等待改装。1941年12月27日，托德造船厂旗下的罗宾斯干船坞与维修公司获得改装合同。同日，第3海军区装备官克莱顿·M·西默斯上尉向船舶局（BuShips）报告，他估计改装工作可在1942年1月31日前完成，并据此进行施工规划。1942年1月31日，罗伯特·G·科曼上尉作为拉斐特号的准指挥官上任，领导一支458人的核心工程队。然而，由于改装工作的复杂性以及船员对该船尚不熟悉，原定工期难以实现，额外人员被迅速调派支援。
1942年2月6日，海军作战助理部长收到一份请求，建议将原定于2月14日的首航推迟两周。同日，改装计划发生变更：为提升稳定性，决定拆除部分上层结构，这项工程预计还需60至90天。然而，2月7日，华盛顿突然下令取消该调整，拉斐特号必须按原计划于2月14日启航。这一突如其来的决定迫使改装团队加紧施工。科曼和西默斯原计划于2月9日在纽约和华盛顿召开会议，以寻求进一步明确改装方案，但这场会议最终未能举行。

## 码头惨剧

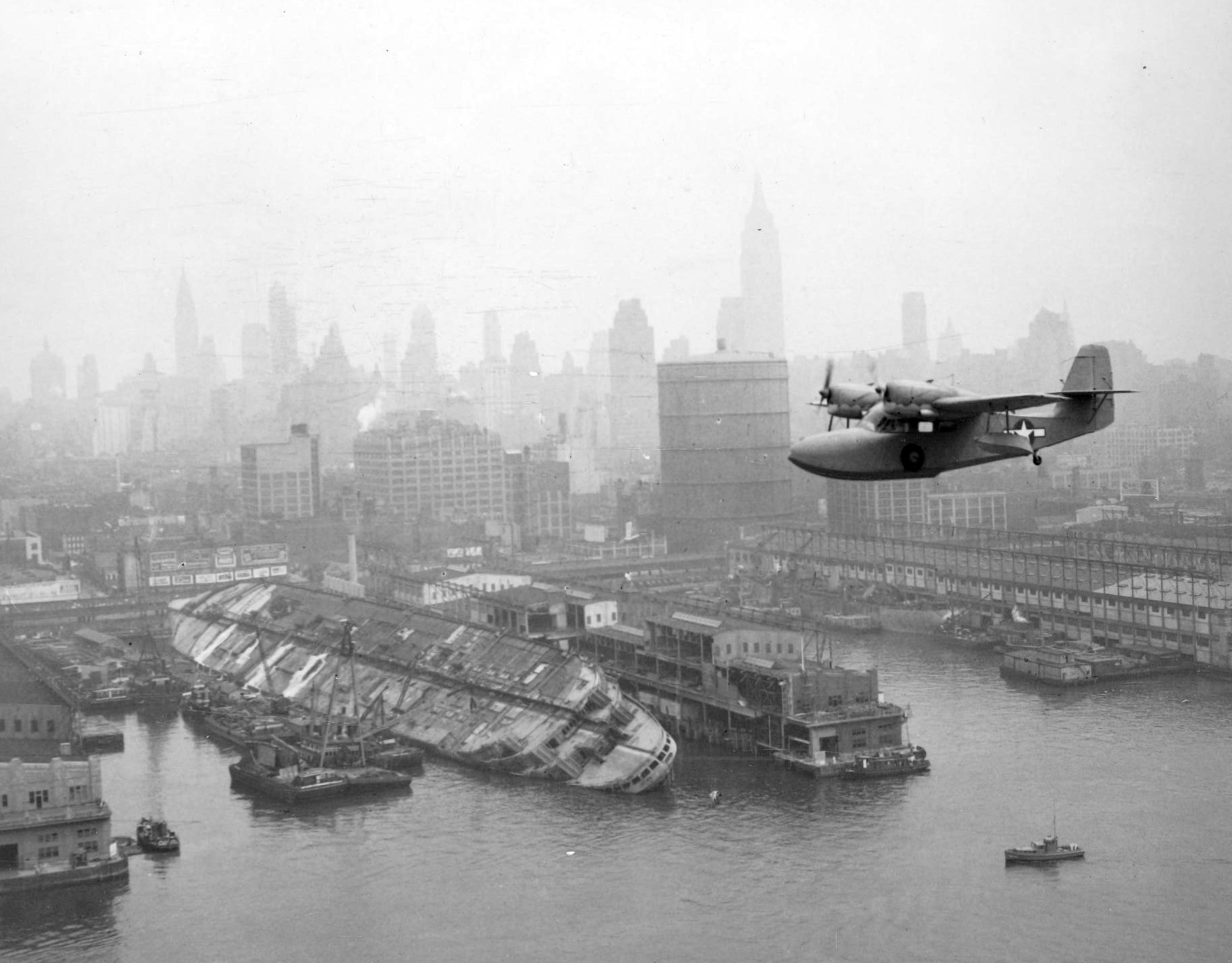
1943年火灾后的诺曼底

在头等舱休息室内，漆制木饰与易燃的救生衣仍然堆放原处，焊炬的火花不慎点燃了一堆救生衣。不幸的是，诺曼底号复杂的灭火系统在改装过程中被断开，而纽约市消防队的水带又无法与法式消防接口匹配，导致火势迅速蔓延。最终，大火无法控制，诺曼底号在码头侧翻沉没。

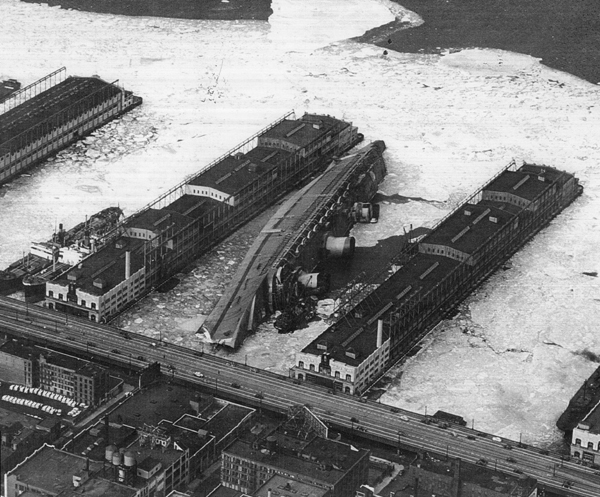
火灾后的诺曼底

1943年8月，美国政府组织了一次极为昂贵的打捞行动，但拉斐特号已受损严重，修复难度极大，而此时战争物资与人力短缺，导致修复计划最终被放弃。战时，她一直停留在干船坞，未能投入使用。1945年秋，拉斐特号被正式从海军记录中除名，法国方面也拒绝接收。尽管有私人投资者试图挽救，但最终未能成功。1946年10月至1948年12月间，这艘曾经辉煌的远洋班轮在新泽西州纽瓦克港被拆解报废。
尽管结局悲惨，诺曼底号许多精美的内饰和艺术品仍被保存下来，部分现藏于私人收藏和世界各地的博物馆，包括大都会艺术博物馆。而她的船哨最终被送往普拉特学院，成为这段海上传奇的最后遗物。

### 書籍
本条目包含来自属于公共领域的美国海军军舰辞典的文本。

- Ardman, Harvey. . New York: Franklin Watts. 1985. ISBN 0531097846. OCLC 1359091087 –Internet Archive.
- Bathe, Basil W. . London: Barrie & Jenkins. 1972. ISBN 0-214-66811-8.
- Bondanella, Peter E. . New York: Continuum International Publishing Group. 2004. ISBN 0-8264-1544-X.
- Braynard, Frank O. . New York: Dover Publications. 1987. ISBN 0486252574.
- Brinnin, John Malcolm. . New York: Delacorte Press. 1971.
- Coleman, Terry. . Harmondsworth: Penguin Books. 1977.
- Cressman, Robert J. . Dictionary of American Naval Fighting Ships. U.S. Naval Historical Center. 2 May 2007  [21 June 2008]. （原始内容存档于10 March 2009）.
- Fox, Robert. . Cologne: Konneman. 1999.
- Foucart, Bruno; Robichon, François. . New York: Vendome Press. 1985. ISBN 0865650578.
- Gosch, Martin A; Hammer, Richard. . Boston: Little, Brown and Company. 1974.
- Kludas, Arnold. . London: Chatham Publishing. 2000.
- Maddocks, Melvin. . Alexandria, VA: Time-Life Books. 1978.
- Maxtone-Graham, John. . New York: Collier Books. 1972. ISBN 0020960107.
- Maxtone-Graham, John. . New York: W. W. Norton & Co. 2007. ISBN 9780393061208.
- Miller, William H. . Classic Liners series. Stroud, Gloucestershire: The History Press. 2013. ISBN 9780752488080.
- Priolo, Gary P. . NavSource. 25 April 2008  [21 June 2008].
- Schenk, Paul. . Blurb. 2013  [9 October 2013].
- Smith, Daniella Ohad. . Interiors: Design, Architecture, Culture. March 2011, 2 (1): 128–131. S2CID 194098328. doi:10.2752/204191211X12980384100274.
- Spoto, Donald. . Da Capo. 1999. ISBN 0-306-80932-X.
- Williams, David L.; De Kerbrech, R. P. . Brighton: Teredo Books. 1982. ISBN 978-0-90366209-3.
- Streater, Les. . marpubs.   [2023-08-22].
- Boks, W. Holland, , 1935[需要解释]

## 外部連結
- How Biggest Ship Was Safely Launched, February 1933, Popular Science slipway and launching of French passenger liner Normandie in 1933—excellent drawing and illustrations showing basics of process
- "The Queen Of The Seven Seas"  Popular Mechanics, June 1935
- "Normandie a Marvel in Speed and Comfort" Popular Mechanics, August 1935 detailed drawings on steam-electric drive system
- "Across the Atlantic in a Blue Ribbon Winner" Popular Mechanics, October 1935
- The Normandie – virtual reality tour of the Art Deco masterpiece
- Pictures in the official French Lines Archives : SS Normandie (French captions)
- The Great Ocean Liners: Normandie 的存檔，存档日期21 July 2016.
- YouTube上的Salvage of the USS Lafayette (AP-53) – 1944 United States Navy Educational Documentary"
- Hommage Au Normandie Exhibition, New York SS Normandie – Ocean Liner Museum Exhibit in New York City
- GG Archives Ephemera for the SS Normandie, including Passenger Lists, Menus, Brochures, Passage Tickets, Photographs, etc.